# Ilicura militaris
Ilicura militaris là một loài chim trong họ Pipridae.